# 베이징시 위잉 중학
베이징시 위잉 중학(北京市育英中学)은 중화인민공화국의 베이징시 중학교다. 이 학교는 1948년에 설립되었습니다. 그 전신은 중국공산당 중앙위원회 직속 기관 위잉소학교(中共中央直属机关育英小学校)였습니다. 학교는 당시 당 중앙위원회가 있던 허베이성 핑산현 시바이포에 설립되었으며, 양상쿤(杨尚昆)는 1949년 당 중앙위원회와 함께 베이징으로 이주했습니다. 1958년에 중학교와 초등학교로 분리되었다. 중학교는 현재 유잉 중학이지만 이후 1970년에 유잉 학교(育英学校)에서 중학교를 다시 설립했습니다. 현재 두 학교는 도로로만 분리되어 있습니다.